# Barry Reynolds
Pour les articles homonymes, voir Reynolds.
Barry Reynolds (né le 27 octobre 1949 né à Bolton, Lancashire) est un guitariste, auteur-compositeur, et producteur britannique, surtout connu pour sa longue collaboration avec  Marianne Faithfull.
Barry est apparu pour la première fois avec le groupe Pacific Drift qui a enregistré un album sorti en 1970. Il a été le guitariste, l'un des auteurs-compositeurs et chanteur de ce quatuor de courte durée de Manchester, en Angleterre. Feelin' Free le seul album du groupe est sorti sur Deram Nova en 1970. L'album a été réédité par Grapefruit Records sur CD en 2010. Reynolds a quitté le groupe en 1970. Pacific Drift, Feelin' Free ' Notes de pochette du CD, 2010, Grapefruit Records.
Après avoir rejoint le groupe de blues Blodwyn Pig aux côtés de Mick Abrahams ex-guitariste de Jethro Tull, Reynolds a déménagé aux États-Unis en 1972 puis a voyagé au Mexique avant de retourner au Royaume-Uni. En 1974, il a sorti un single, "Outsiders Point of View", sur RAK Records produit par Alan David. En 1976, Barry a rejoint le groupe de Marianne Faithfull, commençant un partenariat d'écriture qui a initialement produit les chansons "Broken English" et "Why D'Ya Do It?",  qui a attiré l'attention du fondateur de Island Records Chris Blackwell qui a ensuite signé Marianne Faithfull en 1978 et a sorti l'album Broken English l'année suivante.
Reynolds a continué à travailler en tant que collaborateur de l'écriture de chansons avec Marianne et en tant que guitariste de son groupe pour deux autres albums Dangerous Acquaintances sortis en 1981 et A Child's Adventure sortis en 1983. Après une pause de 16 ans Barry et Marianne ont repris leur collaboration sur Vagabond Ways en 1999.
En 1980, Reynolds a rejoint Sly and Robbie, Wally Badarou, Mikey Chung et Uziah "Sticky" Thompson, alias les Compass Point Allstars, un groupe des studios Blackwell, créé et nommé d'après ses Compass Point Studios à Nassau, aux Bahamas, pour produire des albums de Grace Jones, Joe Cocker et Black Uhuru entre autres. Il a ensuite sorti son premier album solo I Scare Myself enregistré avec les Allstars, à savoir Sly et Robbie, Wally Badarou, Mikey Chung et Uziah "Sticky " Thompson avec Judy Mowatt et Marcia Griffiths chantant des chœurs sur deux chansons. Sont également inclus les chansons suivantes enregistrées avec Marianne Faithfull : "Guilt", "Broken English" et "Times Square".
De retour à New York, Reynolds a depuis consacré l'essentiel de son temps à l'écriture, notamment avec les albums Baaba Maal (Nomad Soul et Television), Grace Jones (" Well Well Well" sur son album Hurricane de 2008, deux disques Brazilian Girls' sur Verve Records, tout en continuant à travailler avec Faithfull . Ses dernières collaborations incluent la compilation 2013 Son of Rogues Gallery: Pirate Ballads, Sea Songs & Chanteys avec Beth Orton, Johnny Depp, Lou Reed et Pete Doherty.